# Чодрасола
Чодрасола (мар. Чодырасола) — деревня в Моркинском районе Республики Марий Эл. Входит в состав Себеусадского сельского поселения.

## География
Находится в юго-восточной части республики Марий Эл на расстоянии приблизительно 10 км по прямой на северо-запад от районного центра посёлка Морки.

## История
Деревня образовалась в 1720—1750 годах. В 1858 году здесь проживало 170 человек. В 1959 году в деревне находилось 65 домов, проживало 323 человека, большинство мари. В советское время работали колхозы «У муро», «Тумо», им. Ворошилова и им. Чавайна.

## Население
Население составляло 231 человека (мари 100 %) в 2002 году, 220 в 2010.